# Morgan Davies
Morgan Davies, nato Morgana Linda Davies (Sydney, 27 novembre 2001), è un attore australiano.

## Biografia
Morgan Davies è nato a Sydney, nel sobborgo di Rozelle, dove è stato cresciuto da una madre single, iniziando la sua carriera attorale all'età di sette anni col film del 2008 Green Fire Envy, di Jessica Lytton, cui nel 2010 ha fatto seguito L'albero, che ha ricevuto il plauso di pubblico e critica, e The Hunter nel 2011.
Nel 2014, all'età di 13 anni, fa coming out come uomo trans con la madre e gli amici più stretti per poi dichiararlo pubblicamente nel 2020, divenendo un fervente sostenitore della causa dei diritti delle persone transgender e condividendo col pubblico la sua esperienza personale nell'affrontare la depressione e l'ansia da palcoscenico nel corso dell'adolescenza a causa della disforia.
Dopo aver completato, nel 2019, le riprese di Storm Boy - Il ragazzo che sapeva volare al fianco di Geoffrey Rush e Jai Courtney, Davies intraprende il persorso di transizione e prende parte alla serie televisiva The End vestendo i panni di un ragazzo trans, sebbene inizialmente scettico sull'affrontare un ruolo tanto vicino al suo percorso di vita personale.
A marzo 2022 viene annunciato il suo ingresso nel cast della serie Netflix One Piece nel ruolo di Kobi, mentre, l'anno seguente, interpreta uno dei protagonisti de La casa - Il risveglio del male, quinto film dell'omonimo franchise.

## Filmografia

### Cinema
- Green Fire Envy, regia di Jessica Lytton (2008)
- L'albero (The Tree), regia di Julie Bertuccelli (2010)
- The Hunter, regia di Daniel Nettheim (2011)
- Julian, regia di Matthew Moore – cortometraggio (2012)
- Growing Up, regia di Damian McLindon – cortometraggio (2013)
- Breath, regia di Ben Dickinson – cortometraggio (2014)
- Kharisma, regia di Shannon Murphy – cortometraggio (2014)
- The Boyfriend Game, regia di Alice Englert – cortometraggio (2015)
- Hench, regia di James Peter Fraser – cortometraggio (2015)
- Calliope's Prelude, regia di Richard Ellis – cortometraggio (2019)
- Storm Boy - Il ragazzo che sapeva volare (Storm Boy), regia di Shawn Seet (2019)
- Beautiful They, regia di Cloudy Rhodes – cortometraggio (2021)
- Blaze, regia di Del Kathryn Barton (2022)
- La casa - Il risveglio del male, regia di Lee Cronin (2023)

### Televisione
- Terra Nova – serie TV, episodi 1x5-1x9 (2011)
- Devil's Playground – miniserie TV, 6 episodi (2014)
- The Girlfriend Experience – serie TV, 7 episodi (2017)
- The End – serie TV, 10 episodi (2020)
- One Piece – serie TV, 8 episodi (2023)

## Doppiatori italiani
Nelle versioni in italiano delle opere in cui ha recitato, Morgan Davies è stato doppiato da:
- Margherita De Risi in L'albero
- Chiara Fabiano in Storm Boy - Il ragazzo che sapeva volare
- Riccardo Suarez in One Piece
- Adriano Venditti in La casa - Il risveglio del male